# Sinabelkirchen
Sinabelkirchen är en ort och kommun i distriktet Weiz i förbundslandet Steiermark i Österrike.
Kommunen består av nio orter (Ortschaften) (inom parentes invånarantal 1 januari 2024):

- Egelsdorf (575)
- Frösau (284)
- Fünfing bei Gleisdorf (193)
- Gnies (727)
- Nagl (92)
- Obergroßau (461)
- Sinabelkirchen (1 006)
- Untergroßau (804)
- Unterrettenbach (343)